# De Grasse
El De Grasse fou un gran vaixell transatlàntic, mixt, mercant i de passatgers, francès, construït a les drassanes de Cammel Laird & Co., a Birkenhead, Anglaterra per a la French Line.
El seu nom aleshores era Suffren. En ser varat el 1924, però, ja es deia De Grasse. Desplaçava 19.379 tones, l'eslora era de 184 m. i la velocitat màxima de 16 nusos. Estava previst per transportar 399 passatgers en cabina i 410 en tercera classe. Va operar en el servei CGT Havre-Nova York fins al 1940, quan va ser capturada pels alemanys.
El navili fou un dels que traslladaren refugiats de la Guerra Civil espanyola d'Europa a Amèrica, juntament amb el Flandre, el Méxique, el Westernland, el Statendam, l'Ipanema, el De la Salle, el Sinaia i el Nyassa. El viatge del De Grasse fou des de Le Havre a Nova York, entre el 23 de desembre de 1939 i el 6 de gener de 1940, en un viatge que va haver d'esquivar els submarins de guerra alemanys. El passatgers hagueren de continuar el trajecte en tren i entraren a Mèxic per Tampico.
Aquell mateix any fou requisat pels alemanys i utilitzat com a vaixell-caserna sobre el riu Gironda. En evacuar Bordeus, el 1945, els mateixos alemanys el metrallaren i enfonsaren. Hissat a flor d'aigua, rehabilitat i amb una sola xemeneia, reprengué les rutes comercials el 1947. Venut el 1953 a la Canadian Pacific, canvià el nom pel d’Empress of Australia, per tal de reemplaçar l'acabat d'incendiar Empress of Canada, i cobrí la ruta Liverpool-Montreal. El 1956 fou adquirit per la naviliera italiana Sicula Oceanica, de Palerm, que el rebatejà Venezuela i que el mantingué en operació uns anys més, per al seu servei Itàlia-Índies Occidentals-Veneçuela, amb una capacitat que augmentà de 664 a prop de 1500, fins que en tornar-lo a reparar deixà de ser rendible. Acabà la seva llarga i agitada vida, barrinat i enfonsat, el 1962, a La Spezia.